# Onthophagus rhynchophorus
Onthophagus rhynchophorus är en skalbaggsart som beskrevs av Louis Albert Péringuey 1904. Onthophagus rhynchophorus ingår i släktet Onthophagus och familjen bladhorningar. Inga underarter finns listade i Catalogue of Life.